# Fredrik II av Mecklenburg-Schwerin
Fredrik II av Mecklenburg-Schwerin, född 9 november 1717 i Schwerin, död 24 april 1785 i Ludwigslust, var hertig av Mecklenburg-Schwerin från 1756 till 1785.

## Biografi
Fredrik var son till Christian Ludvig II av Mecklenburg-Schwerin och Gustave Karoline, som var dotter till hertig Adolf Fredrik II av Mecklenburg-Strelitz. 
Han gifte sig med Louise Friderike av Württemberg den 2 mars 1746. Louise Friderike var dotter till arvprinsen Fredrik Ludvig av Württemberg.
Efter Fredrik fars död år 1756 övertog Fredrik regeringen av hertigdömet Mecklenburg-Schwerin. År 1763 beslöt Fredrik att flytta det hertigliga residenset från Schwerin till Ludwigslust, där hans far byggde en jaktslott under 1730-talet. Under 1760-talet gav han hovbyggmästaren Johann Joachim Busch i uppdrag att uppföra bland annat en ny slottsbyggnad, Ludwigslusts slott och en ny slottskyrka i Ludwigslust.